# Лебедев, Кастор Никифорович
Кастор Никифорович Лебедев (18 сентября 1812, Пенза — 21 мая [2 июня] 1876, Санкт-Петербург) — русский государственный деятель, сенатор, тайный советник, прозаик, мемуарист.

## Биография
Происходил из старинного дворянского рода, который вел свою историю от Ивана Кондратьевича Лебедева (1672 — не ранее 1732), который в 1690—1718 годах служил в Пензенской провинциальной конторе, в 1719—1728 годах — возглавлял Пензенскую коммерческую контору, в 1730—1732 годах был пензенским воеводой.
Отец, Никифор Иванович Лебедев (? — 1818), служил губернским секретарем и в 1804—1817 годах преподавал в Пензенской гимназии русскую словесность и французский язык. Мать (1793 — ?), урожденная Кожина, была дочерью помещика.
Лебедев учился в этой гимназии вместе с В. Г. Белинским. По окончании курса поступил на словесный факультет Московского университета.
В 1832 году был выслан обратно в Пензу под секретный надзор полиции за участие в деятельности одного из революционных кружков.
По окончании курса в университете со степенью кандидата готовился к сдаче магистерского экзамена, однако не был допущен до защиты по причине сильных подозрений в авторстве сатирической брошюры «Подарок ученым на 1834 год. О Царе Горохе; когда царствовал государь Царь Горох, где он царствовал, и как Царь Горох перешел в преданиях народов до отдаленного потомства», направленной на Московский университет, его профессоров и известных журналистов. Под инициалами А, В, Г, Д, Е, Z, Н, Ф, I и К выведены М. Т. Каченовский, Н. И. Надеждин, И. И. Давыдов, Н. А. Полевой, М. Г. Павлов, О. П. Сенковский, М. П. Погодин, Ф. В. Булгарин, П. А. Вяземский и В. А. Ушаков. Сатира распространилась во множестве копий и пользовалась большой популярностью в Москве 1830-х годов. Она изображала совещание профессоров, в котором каждый из них решает вопрос о времени царствования Царя Гороха сообразно со взглядами и приемами речи осмеиваемого лица. Впервые в печати Лебедев был назван автором брошюры в 1878 году; в дальнейшем эта информация была повторена в различных изданиях.

Крайности теоретического увлечения одних, искусственные и чуждые гению русского языка выражения других, педантизм и напыщенное риторическое красноречие третьих — все это не ушло от насмешливой наблюдательности автора.
Ряд авторов приписывает авторство брошюры Андрею Дмитриевичу Закревскому (1813 — не ранее 1861) — товарищу Лермонтова и Лебедева по университету, другу Герцена и Огарёва, литератору, в дальнейшем помещику. Одним из серьезных аргументов против авторства Лебедева является тот, что он еще в 1832 году был сослан в Пензу, а брошюра была издана в Москве в начале 1834 года (цензор профессор И. М. Снегирев выдал разрешение на печать 22 декабря 1833 года; в течение января 1834 года цензор получил за это множество упрёков от коллег-профессоров и ректора).
Не получив возможности продолжить работу в университете, Лебедев поступил в 1835 году на службу в Провиантский департамент Военного министерства.
В 1840 году перешел на работу в министерство юстиции, где в 1842 году стал начальником отделения департамента юстиции по уголовным делам. С 1848 года — обер-прокурор 1-го отделения 6-го департамента Сената, затем служил по уголовному департаменту Москвы и Петербурга.
В 1854 году ознакомился с материалами следственного дела и рассматривал жалобы писателя А. В. Сухово-Кобылина на действия полиции по его делу, счел их необоснованными; составил записку с анализом материалов дела, в которой показал, что повторное рассмотрение не принесет пользы; также составил подписанную министром юстиции графом В. Н. Паниным резолюцию по делу.
В 1856 году был назначен директором канцелярии министерства юстиции. С 1 января 1864 года назначен сенатором по уголовным делам. В 1868 году был назначен сенатором кассационного департамента.
Из литературного наследия Лебедева, кроме сатиры «О Царе Горохе» и статей в журналах, представляют интерес его записки, составленные в эпоху осады Севастополя. Они описывают московскую жизнь того времени, включая воспоминания о графе Закревском, содержат и личные взгляды и оценки автора. Был знаком с И. И. Лажечниковым, М. С. Щепкиным, В. Г. Белинским, И. И. Панаевым, Н. Х. Кетчером, М. Н. Катковым.
Умер в ночь на 21 мая (2 июня) 1876 года. Похоронен на литераторских мостках Волковского кладбища. Надгробие утрачено.

## Высказывания
О «Мёртвых душах» Лебедев писал в 1842 году:

Я читал Чичикова или «Мёртвые Души» Гоголя. По содержанию и связи повести или поэмы это вздор, сущий вздор, небылица; но по подробностям, по описанию портретов это замечательное произведение, верность их несомненна. Это русские люди, русские привычки, манеры и речи, подмеченные острым, зорким умом русским. Тип за типом, картина за картиной; слог очень небрежен, но это последнее дело, читается не отрываясь. И тепло, и плотно, я не мог досыта нахохотаться, читая о Селиване (sic), Ноздреве, Коробочке, Собакевиче, эти провинциальные сплетни, этот губернаторский бал и этот рассказ о Копейкине. Верно, умно. Но нельзя не заметить скрытой мысли автора: он пародирует современный порядок, современный класс чиновный, он не совсем прав и местами немного дерзок. Это портит вкус. Подобные пародеры мало знают наше управление и ещё менее — причины его недостатков; они говорят: мы не знаем, отчего это дурно. Жаль. А знай, они могли бы принести пользу своими критиками.
О «Манифесте о помещичьих крестьянах» в 1861 году:

Манифест объявлен, как бы украдкой и не произвел никакого впечатления. Но, может быть, так и подобает явиться великому делу! — отмечает в своем дневнике сенатор Лебедев. — Гуляя по обыкновению, я не видел никакой перемены в физиономии города. Кажется, было менее пьяных.
О работе Сената:

Надобно поступить в управление департаментов Сената, чтобы видеть всю несообразность, все смешение, всю бестолочь сенатского производства, всю бессмысленную громаду переписки, запутанной отчетности, тысячи поводов к беспечности дельцов, бессилие прокурора в движении дел, раздельность отчетности, уничтожающую всякую заботливость, бесчисленные мелочные беспорядки, останавливающие решение всякой ничтожной бумажонки. Законный порядок доведен до того, что надобно нарушать его, чтобы был порядок.
О рукописи «Разыскание об убиении евреями христианских младенцев и употреблении крови их»:

Я читал «Розыскание об убиении евреями христианских младенцев и употреблении крови их», напечатанное по приказанию г. м. в. дел в 1844 г. Не знаю, кто писал этот беглый обзор (может быть, В. И. Даль или генерал-майор Каменский) и для чего напечатано это во многих отношениях поверхностное разыскание о столь важном предмете, в котором соединяются интересы народные, религиозные и юридические. Может быть, Лев Александрович, поборая государственное единство, думает, приняв энергические меры, очистить от Евреев наши Западные губернии. Памятны им гонения, воздвигнутые в Велиже 1823 г. и в Мстиславле по контрабандному делу 1844 г. Брошюра замечательна по своему предмету, но бедна содержанием, лишена беспристрастного взгляда, не имеет достоинств учёного исследования и даже полного собрания сведений…

## Отзывы
Перу А. Н. Апухтина принадлежит эпиграмма «Эпитафия сенатору Кастору Лебедеву»:

Ты весь свой век служил, отечество любя.

Но, если и теперь любовь та не погасла,

Дозволь России выжать из тебя

Хоть рюмочку касторового масла.

## Основные работы
- Лебедев К. Н. История. Первая часть введения: идея, содержание и форма истории. — М.: Университетская типография, 1834. — 96 с.
- [Б. а.] Подарок ученым на 1834 год. О Царе Горохе; когда царствовал государь Царь Горох, где он царствовал, и как Царь Горох перешел в преданиях народов до отдаленного потомства. — М.: Университетская типография, 1834. — 35 с.
- Лебедев К. Н. Уложение законов о преступлениях и наказаниях в Германии. — С.-Пб.: Тип. К. Жернакова, 1848. — 130 с.
- Лебедев К. Н. Открытые письма. Вып. 1. — С.-Пб.: Тип. Н. Греча, 1856. — 11 с.
- Лебедев К. Н. Открытые письма. Вып. 2. Действительность. — С.-Пб.: Тип. Н. Греча, 1856. — 22 с.
- Лебедев К. Н. Открытые письма. Вып. 3. Самомнительность и самопоклонение. — С.-Пб.: Тип. Н. Греча, 1856. — 31 с.
- Лебедев К. Н. (Калеба). Открытые письма. Вып. 4. Окончание 3-го письма — 4—6 письма. — С.-Пб.: Тип. В. Безобразова и К°, 1862. — 37 с.
- Лебедев К. Н. Записка действительного статского советника Лебедева о судебных преобразованиях. — С.-Пб.: Сенатская типография, 1862. — 39 с.
- Лебедев К. Н. (Калеба). О каспийском рыболовстве. — С.-Пб.: Тип. Штаба Отдельного корпуса внутренней стражи, 1863. — 138 с.
- Лебедев К. Н. Справочные листы [к статьям «Уложения о наказаниях», «Устава уголовного судопроизводства» и др.]. — С.-Пб.: Тип. Ретгера и Шнейдера, 1869. — 140 с.
- Из записок сенатора К. Н. Лебедева // «Русский архив». — 1888. — Вып. 3—7, 10—11.
- Из записок сенатора К. Н. Лебедева // «Русский архив». — 1889. — Вып. 1.
- Из записок сенатора К. Н. Лебедева // «Русский архив». — 1893. — Вып. 3—4.
- Из записок сенатора К. Н. Лебедева // «Русский архив». — 1897. — Вып. 8.
- Из записок сенатора К. Н. Лебедева // «Русский архив». — 1900. — Вып. 9—10.
- Из записок сенатора К. Н. Лебедева // «Русский архив». — 1910. — Вып. 7—8, 10—12.
- Из записок сенатора К. Н. Лебедева // «Русский архив». — 1911. — Вып. 1—11.